# Pierre Guilbaud
Pour les articles homonymes, voir Guilbaud.
Pierre Guilbaud est un réalisateur français, né le 29 août 1925 à Lyon 2e et mort le 14 juin 2014 à Paris 15e.

## Biographie
Pierre Guilbaud est diplômé de l'IDHEC (5e promotion). Assistant réalisateur, il travaille notamment avec Yves Allégret et Robert Hossein, et parallèlement, réalise des courts métrages. Selon Jacques Chevallier dans Image et Son, « il réunit des qualités apparemment contradictoires qui lui permettent de travailler aussi bien dans le domaine du long métrage que dans celui du court métrage, de remporter plusieurs prix avec Les Primitifs du XIIe et d'initier le public le plus littéraire aux calculs statistiques avec La Loi exponentielle ».
Pierre Guilbaud a réalisé de nombreux films et émissions scientifiques, notamment pour la télévision scolaire.
Il fut l'époux de la script-girl Sylvette Baudrot.

## Filmographie
Assistant réalisateur
- 1956 : La Meilleure Part de Yves Allégret
- 1959 : Toi, le venin de Robert Hossein

Réalisateur
- 1951 : On tue à chaque page (coréalisateurs : André Cantenys, Raoul Rossi)[5]
- 1952 : Les Petites Filles modèles, court métrage inachevé (coréalisateur : Éric Rohmer)
- 1954 : La Loi exponentielle
- 1955 : Le Triangle de Pascal
- 1959 : Le Voyageur immobile
- 1960 : Les Primitifs du XIIIe[6]
- 1960 : Ordre ou désordres
- 1960 : Le Prix du hasard
- 1960 : À bonne école
- 1961 : Le Fibrogramme (coréalisateur : Raoul Rossi)
- 1961 : Perles du golfe